# Why Do Fools Fall in Love
«Why Do Fools Fall in Love» — песня группы Frankie Lymon and The Teenagers (сначала название группы было указано как The Teenagers Featuring Frankie Lymon). Это был их дебютный сингл, он вышел в конце 1955 или начале 1956 года на лейбле Gee Records.

## Оригинальная версия
Песня достигла 1-го места в ритм-н-блюзовом чарте американского журнала «Билборд» (теперь называющемся Billboard Hot R&B/Hip-Hop Songs) и 6-го места в Billboard Top 100 (теперь Hot 100).
В Великобритании в июле того же года 1956 года песня побывала на 1-го месте синглового чарта (UK Singles Chart).
В 2004 году журнал Rolling Stone поместил песню «Why Do Fools Fall in Love» в исполнении группы Frankie Lymon and The Teenagers на 307-е место своего списка «500 величайших песен всех времён». В списке 2011 года песня находится на 314 месте.
В 2001 году сингл группы The Teenagers Featuring Frankie Lymon с песней «Why Do Fools Fall in Love» (1955 год, Gee Records) был принят в Зал славы премии «Грэмми».

## Версия Дайаны Росс
Дайана Росс выпустила кавер-версию в качестве первого сингла со своего одноимённого альбома 25 сентября 1981 года. Она также продюсировала своё исполнение этой песни. Песня стала хитом, достигнув пика на второй строчке в американском чарте Adult Contemporary, четвёртой в британском чарте синглов, а также возглавила чарты Бельгии и Нидерландов. Сингл получил серебряную сертификацию за продажи свыше 250 000 экземпляров в Великобритании.

### Варианты издания
7" Single
1. «Why Do Fools Fall in Love» — 2:51
2. «Think I’m in Love» — 4:13

UK remix CD (1994)
1. «Why Do Fools Fall in Love» (159.0 bpm) — 2:53
2. «I’m Coming Out» (Joey Negro Extended 12", 109.7 bpm) — 6:05
3. «The Boss» (David Morales Club, taken from: Diana Extended/The Remixes, 124.0 bpm) — 6:29
4. «Love Hangover» (Joey Negro Hangover Symphony, 121.0 bpm) — 8:57

UK reissue 7" (1994)
1. «Why Do Fools Fall in Love»
2. «I’m Coming Out» (Joey Negro 7" Mix)

### Хит-парады
| Чарт (1981—1982)                          | Высшая позиция |
| ----------------------------------------- | -------------- |
| Австралия (Kent Music Report)             | 15             |
| Бельгия/Фландрия (Ultratop 50)            | 1              |
| Великобритания (OCC UK Singles)           | 4              |
| Германия (GfK)                            | 17             |
| Ирландия (IRMA)                           | 9              |
| Канада (RPM Top Singles)                  | 17             |
| Канада (RPM Adult Contemporary)           | 5              |
| Нидерланды (Dutch Top 40)                 | 1              |
| Нидерланды (Single Top 100)               | 1              |
| Новая Зеландия (Recorded Music NZ)        | 3              |
| США (Billboard Hot 100)                   | 7              |
| США (Billboard Adult Contemporary)        | 2              |
| США (Billboard Hot R&B/Hip-Hop Songs)     | 6              |
| США (Cash Box Top 100)                    | 7              |
| Финляндия (Suomen virallinen singlelista) | 25             |
| Швейцария (Schweizer Hitparade)           | 9              |
| Чарт (1994)                               | Высшая позиция |
| Великобритания (OCC UK Singles)           | 36             |

### Сертификации и продажи
| Регион                                                      | Сертификация | Продажи  |
| ----------------------------------------------------------- | ------------ | -------- |
| Великобритания (BPI)                                        | Серебряный   | 200 000^ |
| ^ Данные о тиражах приведены только на основе сертификации. |              |          |